# Distrito de Mórahalom
El distrito de Mórahalom (húngaro: Mórahalmi járás) es un distrito húngaro perteneciente al condado de Csongrád.
En 2013 tenía 29 928 habitantes. Su capital es Mórahalom.

## Municipios
El distrito tiene una ciudad (en negrita) y 9 pueblos (población a 1 de enero de 2012):
- Ásotthalom (3986)
- Bordány (3262)
- Forráskút (2366)
- Mórahalom (6067) – la capital
- Öttömös (698)
- Pusztamérges (1227)
- Ruzsa (2522)
- Üllés (3142)
- Zákányszék (2743)
- Zsombó (3552)